# Магнієві сплави

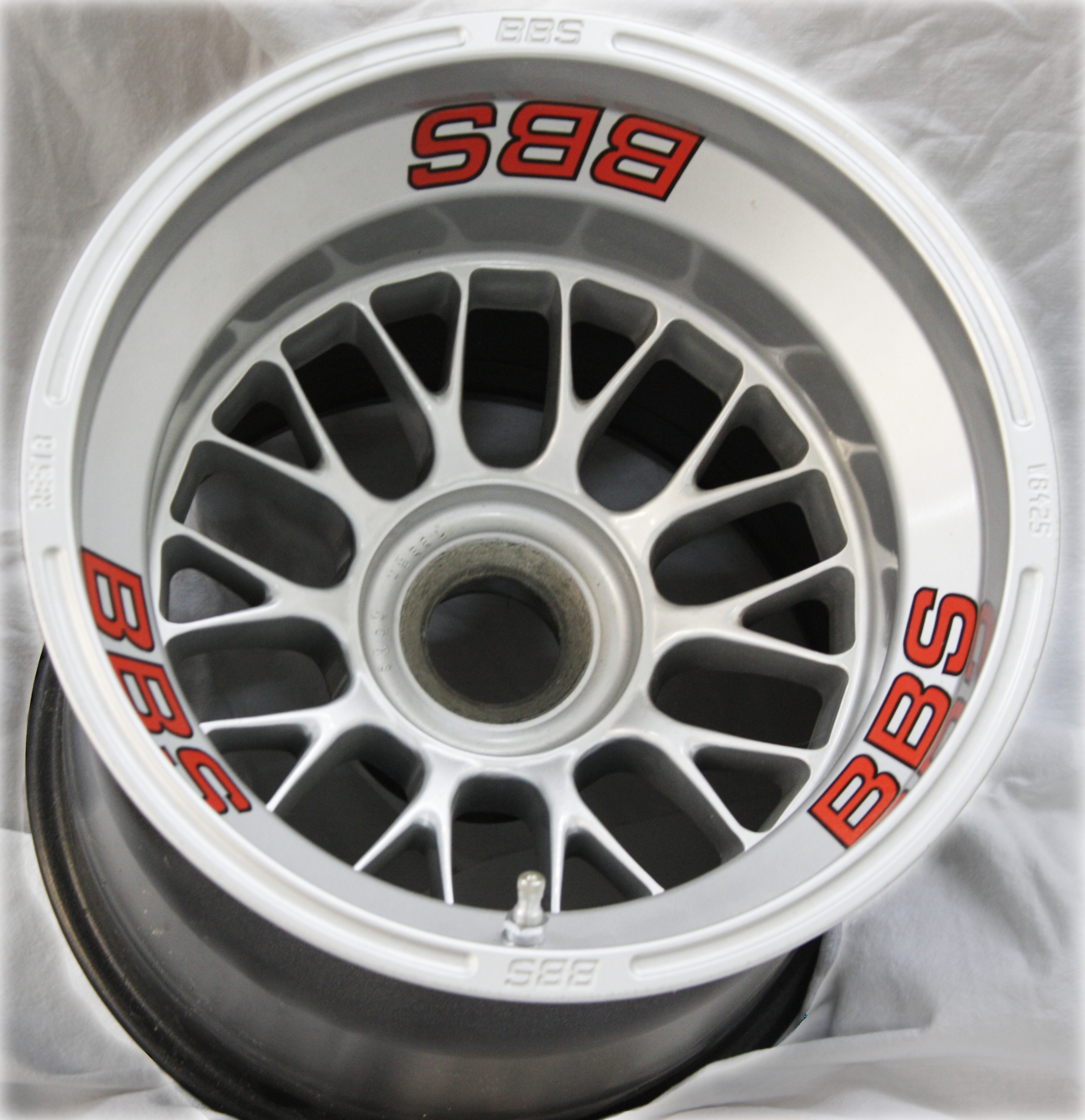
Диск колеса автомобіля Формули-1 Ferrari, виготовлений з магнієвого сплаву

Ма́гнієві спла́ви (англ. magnesium alloys) — сплави на основі магнію.
Магнієві сплави — найлегші металеві конструкційні матеріали: їх густина у 4 рази менша, ніж сталі, і у 1,5 рази менша, ніж алюмінію та його сплавів. У магнієвих сплавів висока питома міцність: границя міцності окремих видів сплавів досягає 250–400 Н/мм² при густині до 2 г/см³, вони поглинають енергію удару і вібраційні коливання, легко обробляються різанням. Вони задовільно зварюються контактним роликовим та дуговим зварюванням.
Недоліками магнієвих сплавів є: низька корозійна стійкість і малий модуль пружності, погані ливарні властивості, схильність до газонасичення, окиснювання і займання при їх створенні чи переробці. Плавку і розливання сплавів магнію ведуть під спеціальними флюсами, при безперервному литті сплавів застосовуються газові середовища, а при фасонному литті до складу формувальних сумішей уводять захисні присадки, кокілі покривають фарбами, що містять борну кислоту. Виливки одержують усіма відомими способами лиття.

## Загальна характеристика і класифікація
Перші магнієві сплави на базі систем магній — алюміній — цинк і магній — манган, що містять до 10 % алюмінію, до 3 % цинку й до 2,5 % марганцю, з'явилися на початку XX ст. (за назвою «електрон»). Значення конструкційних промислових матеріалів магнієві сплави набули наприкінці 20-х — початку 30-х років XX століття з розвитком автомобіле- та авіабудування.
Основними легувальними елементами магнієвих сплавів є Al, Zn, Mn, а додатковими — Zr, Cd, Ce, Nd та ін. Механічні властивості сплавів магнію за кімнатної температури покращуються при легуванні алюмінієм, цинком, цирконієм, при підвищеній температурі — добавками церію, неодиму і торію. Цирконій і церій здійснюють модифікуючий вплив на структуру сплавів магнію. Додавання 0,5–0,7 % Zr зменшує розмір зерна магнію у 80–100 разів, Zr та Mn сприяють усуненню негативного впливу домішок заліза та нікелю.
Модуль пружності магнієвих сплавів коливається в межах 41–45 ГПа, модуль зсуву дорівнює 16–16,5 ГПа. При кріогенних температурах модуль пружності, границі міцності та плинності магнієвих сплавів збільшуються, а подовження й ударна в'язкість падають, але не такою мірою, як це спостерігається в сталей.
Сплави магнію можуть бути зміцнені загартуванням і штучним старінням (температура нагріву — до 200 °С, витримка — до 16–24 годин). Термічна обробка магнієвих сплавів є утрудненою через уповільнення процесів дифузії в твердому розчині легуючих елементів в магнії. Це вимагає значного витримування не тільки при старінні, але і в процесі нагрівання під загартування (16–30 годин) для розчинення сполук легуючих елементів. Пластична деформація загартованого сплаву магнію перед його старінням (термомеханічне оброблення) значно сприяє його зміцненню.
Магнієві сплави класифікуються:
- за технологією переробки — на ливарні (маркують[1] літерами МЛ і порядковим номером) і здеформовані (маркують[2] літерами МА і порядковим номером);
- за механічними властивостями — на сплави низької і середньої міцності, високоміцні сплави і жароміцні сплави;
- за здатністю до зміцнення з допомогою термічної обробки — на сплави, що зміцнюються термічним обробленням і сплави що не зміцнюються термічним обробленням.

Використовують магнієві сплави в авіа-, автомобіле-, судно- і ракетобудуванні, в текстильній, поліграфічній і електротехнічній промисловості тощо.

## Здеформовані магнієві сплави
Хімічний склад та механічні властивості (після гартування і старіння) деяких здеформованих магнієвих сплавів:
МА5 (Mn — 0,15–0,5 %; Zn — 0,2–0,8%; Al — 7,8–9,2 %): σв = 320 МПа; σт = 220 МПа; δ = 14 %;
МА11 (Mn — 1,5–2,5 %, Nd — 2,5–4%, Ni — 0,1–0,25 %) σв = 280 МПа; σт = 140 МПа; δ = 10 %;
МА14 (Zn — 5–6 %; Zr — 0,3–0,9 %) σв = 350 МПа; σт = 300 МПа; δ = 9 %;
МА19 (Zn — 5,5–7 %; Zr — 0,5–1 %; ,Cd — 0,2–1 %;, Nd —1,4–2 %) σв = 380 МПа; σт = 330 МПа; δ = 5 %.
Алюміній і цинк мають високу розчинність у магнії (відповідно до 12,1 % при 436 °С для Al і до 8,4 % при 340 °С для Zn). Підвищення їх вмісту приводить до зміцнення сплаву як за рахунок легування твердого розчину, так і в результаті появи вторинних зміцнювальних фаз — Mg4Al3 та Mg3Zn3Al2. Однак, у промислові сплави не вводять більше 10 % алюмінію і 6 % цинку через зниження пластичності. Зменшення розчинності легуючих елементів із зниженням температури (у 6–8 разів для Al та Zn) дає можливість зміцнювати такі сплави гартуванням і старінням. Ефект зміцнення є відносно невеликим (близько 30 %) внаслідок утворення при старінні стабільних фаз з відносно великою відстанню між їх частинками.
Цинк та алюміній надають сплавам доброї технологічної пластичності, що дозволяє виготовляти ковані і штамповані деталі складної форми (крильчатки та жалюзі капота літака). Сплави з низьким вмістом алюмінію використовуються у гарячепресованому і відпаленому станах, оскільки вони мало зміцнюються гартуванням та старінням. Сплави з високим вмістом алюмінію, додатково леговані сріблом і кадмієм (МА10), характеризуються найвищою міцністю (границя міцності — 430 МПа) і питомою міцністю серед магнієвих сплавів. Максимальний рівень механічних властивостей досягнуть у сплавів, легованих ітрієм (міцність до 450 МПа). Сплави цієї системи, як і сплави, леговані неодимом і літієм, працюють довгостроково до 300 °С і короткочасно до 400 °C.
Високоміцні сплави магнію з цинком додатково легують цирконієм (МА14), кадмієм, рідкісноземельними металами (МА15, МА19). Зростання вмісту цинку приводить до зміцнення магнієвих здеформованих сплавів в результаті легування твердого розчину і появи інтерметалідної фази MgZn2, але для збереження достатньої технологічної пластичності вміст цинку обмежують величиною 5–6 %. Цинк сприяє зміцненню і підвищенню пластичності сплавів в здеформованому стані, що робить недоцільним термооброблення таких сплавів.

## Ливарні магнієві сплави

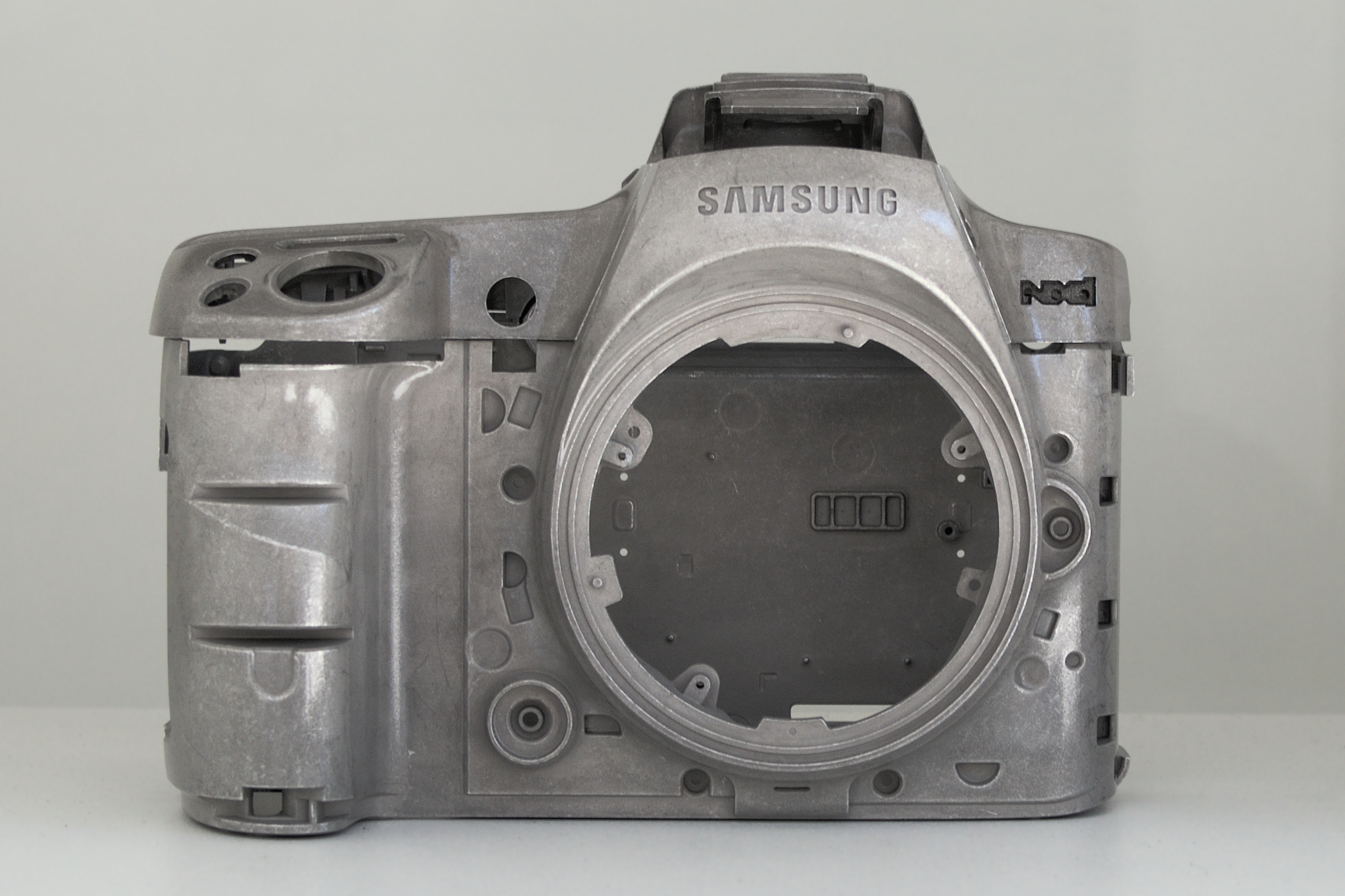
Корпус фотокамери Samsung NX1, виготовлений з магнієвого сплаву методом лиття

Ливарні магнієві сплави, зміцнювані термообробленням, як і здеформовані, найчастіше є сплавами системи Mg — Al, Mg — Zn, Mg — Al — Zn з додатковим їх легуванням іншими елементами. Найпоширенішими є сплави системи Mg — Al — Zn, особливо сплави з підвищеним вмістом алюмінію, що мають знижену рідкоплинність та усадкову пористість, а також, підвищену схильність до утворення гарячих тріщин в порівнянні, наприклад, з алюмінієвими сплавами.
Виливки з магнієвих сплавів характеризуються високою точністю розмірів і низькою шорсткістю поверхні, що практично виключає потребу їх обробки різанням. Однак, через наявність крупнозернистої литої структури ливарні сплави в порівнянні з деформівними мають нижчі як міцнісні, так і пластичні властивості.
Хімічний склад та механічні властивості деяких ливарних магнієвих сплавів:
МЛ5 (Al — 7,5–9; Mn — 0,15–0,5; Zn — 0,2–0,8): σв = 255 МПа; σт = 120 МПа; δ = 6 %;
МЛ8 (Zn — 5,5–6,6; Zr — 0,7–1,1; Cd — 0,2–0,8): σв = 255 МПа; σт = 155 МПа; δ = 5 %;
МЛ10 (Nd — 2,2–2,8, Zr — 0,4–1, Zn — 0,1–0,7): σв = 200 МПа; σт = 95 МПа; δ = 8 %;
МЛ15 (Zn — 4–5; Zr — 0,7–1,1; La — 0,6–1,2): σв = 210 МПа; σт = 130 МПа; δ = 3 %.
Поліпшення механічних властивостей ливарних сплавів магнію досягається різними способами:
- перегріванням сплавів, які виплавляються в залізних тиглях, коли утворюються частинки FeAl3, які стають додатковими центрами кристалізації;
- гомогенізацією виливків, коли відбувається розчинення крупніших часток інтерметалідних фаз, які окрихчують сплави;
- застосуванням особливо чистих шихтових матеріалів для приготування сплавів.

Механічні властивості ливарних магнієвих сплавів є близькими до властивостей ливарних алюмінієвих сплавів. Але магнієві сплави мають меншу густину а, отже і вищу питому міцність.
Із збільшенням вмісту алюмінію ливарні властивості магнієвих сплавів спочатку погіршуються внаслідок збільшення інтервалу кристалізації, а потім, при появі нерівноважної евтектики — поліпшуються. При цьому підвищується міцність і знижується пластичність сплавів через збільшення кількості інтерметалідних фаз. Найкраще поєднання ливарних і механічних властивостей мають сплави, що містять 7,5–10 % алюмінію (МЛ5, МЛ6). Невеликі добавки цинку покращують технологічні властивості таких сплавів. Підвищенню міцності і пластичності сплавів сприяє термічна обробка: гомогенізація при 420 °С протягом 12–24 годин, гартування від цієї температури на повітрі. Додаткове зміцнення відбувається в результаті старіння при 170–190 °С.
Ливарні магнієві сплави широко використовуються у літакобудуванні (корпуси приладів, насосів, коробок передач, двері кабін тощо), ракетній техніці (корпуси ракет, обтічники, паливні та кисневі баки, стабілізатори), конструкціях автомобілів, у першу чергу, спортивних (корпуси, диски коліс тощо), у приладобудуванні (корпуси і деталі) як матеріали з високою питомою міцністю, а також в атомній техніці — як матеріали з низькою здатністю до поглинання теплових нейтронів.
Високі технологічні і механічні властивості за кімнатної і підвищених температурах мають сплави магнію з цинком і цирконієм (МЛ12, МЛ15), а також сплави, додатково леговані кадмієм (МЛ8), рідкісноземельними матеріалами (МЛ9, МЛ10). Високоміцні ливарні сплави застосовують для навантажених деталей літаків та авіадвигунів: корпусів компресорів, картерів, ферм шасі, колонок керування тощо.